# فرودگاه چندی‌گر
فرودگاه چندی‌گر (به انگلیسی: Chandigarh Airport) (به زبان بومی: Chandigarh Airbase) یک فرودگاه نظامی و همگانی با کد یاتا IXC است که یک باند فرود آسفالت دارد و طول باند آن ۲۷۴۴ متر است. این فرودگاه در شهر چندی‌گر کشور هند قرار دارد و در ارتفاع ۳۰۸ متری از سطح دریا واقع شده‌است.

## شرکت‌های هواپیمایی و مقصدهای پروازی
| شرکت‌های هواپیمایی | مقصدهای پروازی                                                                                   |
| ----------------- | ------------------------------------------------------------------------------------------------ |
| ایراژیا هند       | بنگالورو                                                                                         |
| ایر ایندیا        | سووارنابومی (آغاز از 6th October, 2017)، ایندیرا گاندی، کوشک باکولا ریمپچ، چاتراپاتی شیواجی، پون |
| ایر ایندیا اکسپرس | شارجه                                                                                            |
| GoAir             | بنگالورو، دابولیم، چاتراپاتی شیواجی                                                              |
| ایندی‌گو           | بنگالورو، چنای, ایندیرا گاندی، دوبی، راجیو گاندی، چاتراپاتی شیواجی، سرینگر                       |
| اسپایس‌جت          | ایندیرا گاندی، راجیو گاندی، جایپور، جامو، نتاجی سبهاش چندر بوس, سرینگر                           |
| ویستارا           | ایندیرا گاندی، راجیو گاندی، چاتراپاتی شیواجی                                                     |